# Klaviersonate Nr. 14 (Mozart)

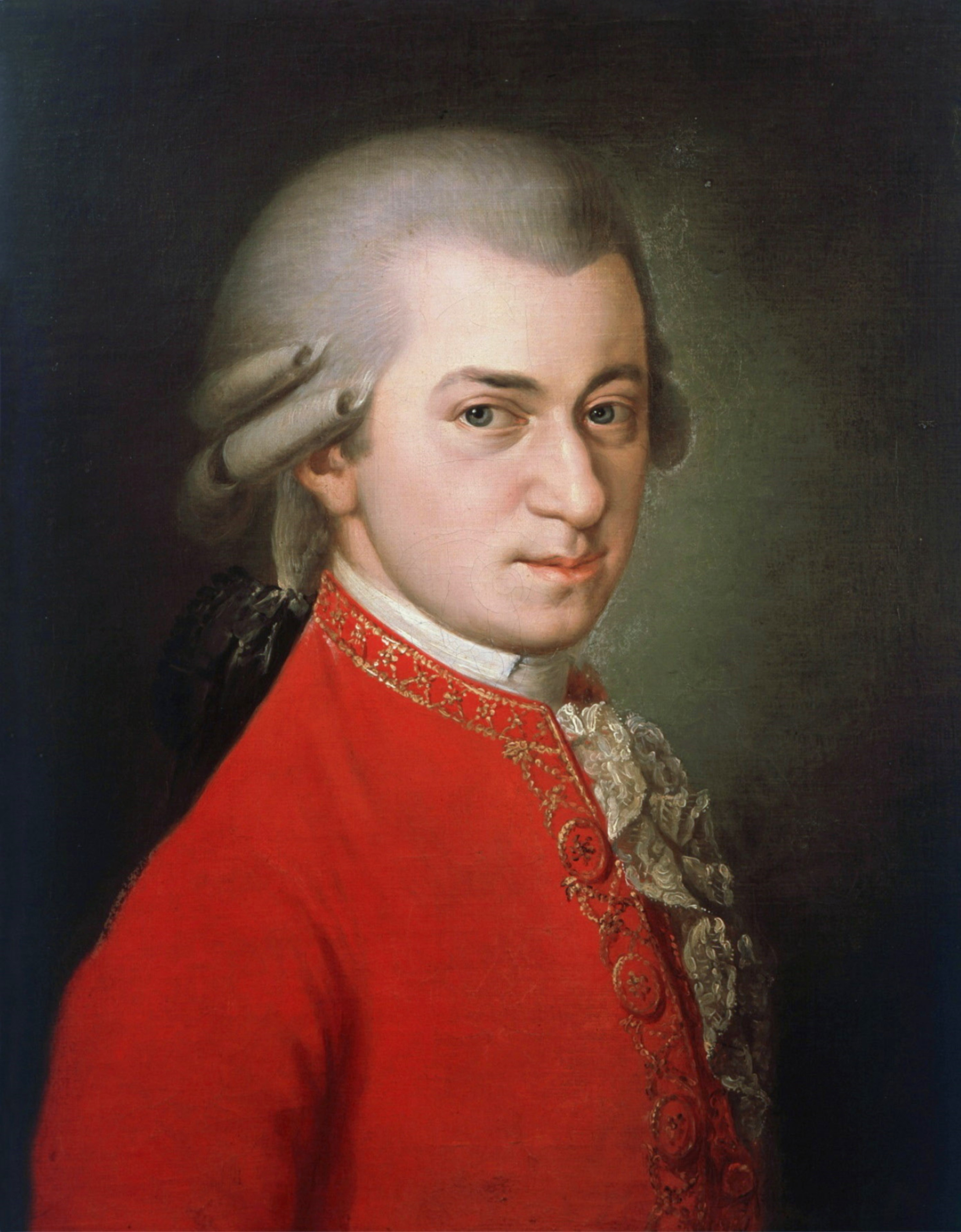
Wolfgang Amadeus Mozart (posthumes Porträt von Barbara Krafft)

Die Sonate Nr. 14 c-Moll KV 457  ist eine Klaviersonate von Wolfgang Amadeus Mozart. Mit der Fantasie c-Moll KV 475 bildet sie ein für sein Œuvre außergewöhnliches Doppelwerk, das 1785 im Artaria-Verlag veröffentlicht wurde. Seine Entstehung fällt in unterschiedliche Zeiten: Während die Sonate bereits im Oktober 1784 komponiert wurde, lag die Fantasie erst im Mai des nächsten Jahres vor. Widmungsträgerin beider Stücke ist Therese von Trattner, eine mit ihm befreundete Schülerin. Sie war die zweite Ehefrau Thomas von Trattners, Taufpate mehrerer Kinder Mozarts, in dessen Trattnerhof Mozarts Familie kurzzeitig im Jahre 1784 logierte.
Mit ihrer pathetischen Klangsprache, der Gestaltung des Haupt- und Seitenthemas sowie bestimmter pianistischer Mittel beeinflusste sie Ludwig van Beethoven.
Die Komposition umfasst die drei Sätze Allegro molto, Adagio und Allegro assai.

## Aufbau

### 1. Satz: Allegro molto
Das Thema des Sonatensatzes ist viergliedrig und kontrastreich: Es stellt sich zunächst mit einem majestätisch aufwärtssteigenden gebrochenen Akkord vor. Diese markante Unisono-Figur wird von einem zweimaligen, piano gespielten Seufzermotiv ergänzt, dessen spannungsvolles Intervall sich bei der Wiederholung von der Quinte auf die Sexte gleichsam klagend erweitert. Es wird in der Dominante G-Dur wiederholt und ab Takt 9 von zwei abwärts sinkenden chromatischen Figuren über einem Basstremolo abgelöst, denen Seufzer- und nervös zuckende, gebrochene Dreiklangs-Motive folgen. Das erste Thema erklingt erneut um eine Oktave erhöht, wonach eine kurze Überleitung (aus lebhaften Triolen und einer das Thema aufgreifenden aufsteigenden Oktav-Figur im Bass) zum Seitenthema in der Paralleltonart Es-Dur führt, das von Alberti-Bässen begleitet wird.
Nach einer kurzen Überleitungsfigur führt Mozart in Takt 36 ein zweites Seitenthema (noch immer in Es-Dur) ein, das durch Übergreifen der rechten Hand im Bass imitiert wird. Als wäre dies nicht genug, gesellt sich ein weiteres, chromatisch aufsteigendes Oktav-Motiv hinzu, das in sich zusammensinkt, um von einer auf- und abjagenden Triolenbewegung abgelöst zu werden.
Die Durchführung ist außergewöhnlich kurz. Sie beginnt mit der Wiederholung des ersten Themas in C-Dur, das, wie bei der Überleitung, mit dem Triolenmotiv der Rechten kombiniert und im weiteren Verlauf von Triolen begleitet wird. Das zweite Thema wird nur einmal in seiner Ausgangstonart angedeutet. Der musikalische Fluss wird durch hemmende, motivische Gedanken verlangsamt und aufgestaut.
In der Reprise zitiert Mozart das erste Thema kanonartig und mit dramatischen Engführungen und stellt ein neues Motiv in der scheinbar entlegenen Tonart Des-Dur vor, die sich jedoch als Neapolitaner (der Mollsubdominante f-Moll) erweist und nach einer Kadenz zur Haupttonart als Zeichen der Trauer zurückführt.
Die Coda schließt nach einer konzertanten Kadenz mit einer weiteren, von gebrochenen Oktaven flankierten neuen Idee und verklingt pianissimo in sehr tiefer Lage.

### 2. Satz: Adagio
Der langsame Satz steht in Es-Dur. Er hat die Form eines Rondos mit drei Ritornellen und Coda und ist – etwa durch seine an ein Präludium erinnernde Passage mit gebrochenen Akkorden vor dem letzten Ritornell in Takt 41 mit der Fantasie verbunden.

### 3. Satz: Allegro assai
Das Finale (Allegro assai), ein Sonatenrondo mit vielen unerwarteten Entwicklungen und deutlichen Kontrasten selbst innerhalb einzelner Formteile, überhöht die leidenschaftliche Grundstimmung des ersten Satzes. Die aufsteigende Bewegung seines ersten Themas, der c-Moll-Dreiklang (C–Es–G), wird hier nun umgekehrt (G–Es–C) und mit einer intensiv synkopierten Linienführung versehen.

## Entstehung und Hintergrund
Nach seiner Parisreise vergingen sechs Jahre, in denen Mozart sich mit anderen Formen wie Streichquartetten, Opern und vor allem Klavierkonzerten befasste, die er als virtuoser Interpret bei gesellschaftlichen Veranstaltungen oder in Akademien vortrug, eine Zeit, in der er keine Klaviersonaten schrieb. Die c-Moll-Sonate, neben dem Werk in a-Moll, eine von nur zwei Klaviersonaten in diesem Tongeschlecht – gehört zur Gruppe der letzten fünf Wiener Sonaten, die mit der Klaviersonate D-Dur KV 576 abgeschlossen wurde.
Obwohl Sonate und Fantasie, deren Autograph erst 1990 wiedergefunden wurde, zu unterschiedlichen Zeiten entstanden, wurden sie gemeinsam publiziert und haben dieselbe Widmungsträgerin. Das Paar erscheint als unauflöslich, da Mozart ausdrücklich bestimmte, dass die nachkomponierte Fantasie gemeinsam mit der Sonate herausgegeben werden sollte. Es bleibt im Spekulativen, auf welches (biographische) Ereignis der Wunsch des Komponisten zurückzuführen ist.

## Einfluss auf Beethoven

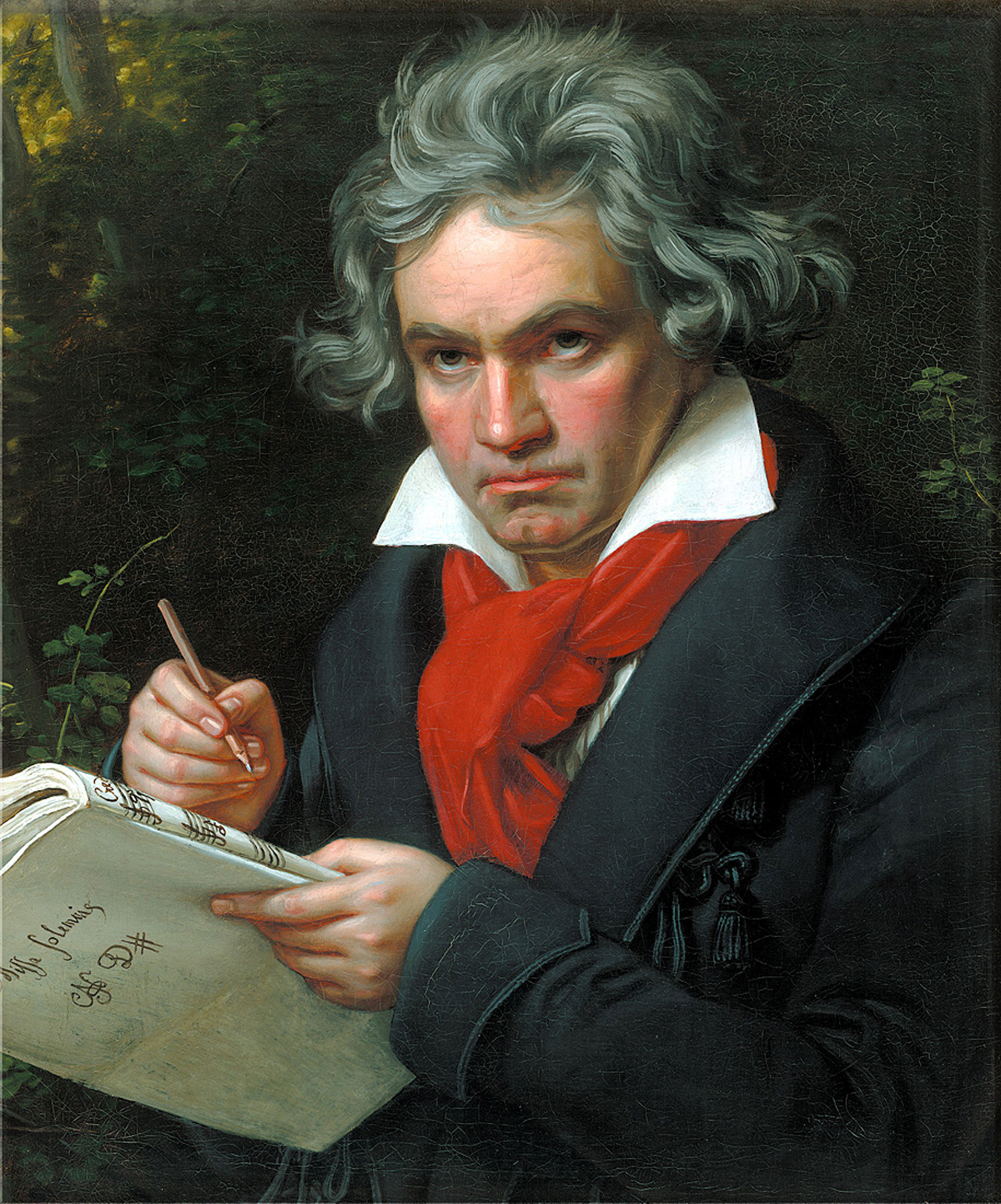
Ludwig van Beethoven (1770–1827); idealisierendes Gemälde Joseph Karl Stielers von 1820

Das Sonatenkonzept Joseph Haydns ist für das Sonaten-Œuvre Beethovens von tieferer, grundlegenderer Bedeutung als das Mozarts. Dies wird besonders am Aufbau des Sonatenhauptsatzes deutlich. Während Mozart in vielen seiner Sonaten die Themen eher assoziativ verbindet und ein zwingender struktureller Zusammenhang nicht immer erkennbar ist, ersetzt Haydn den melodiösen Einfallsreichtum durch zwei oft deutlich abgegrenzte Themen, deren affektiver Spannungsgegensatz in der Durchführung aufgelöst wird.
Dennoch ist gerade Mozarts c-Moll-Sonate ein gutes Beispiel für Verbindungen auf der thematischen und klanglichen Ebene wie der des Klaviersatzes.
In seiner in derselben Tonart geschriebenen Pathétique lässt sich das Vorbild gut heraushören. So finden sich die unruhigen Oktavtremoli bei Beethoven ab Takt 11 (Allegro molto econ brio) als Begleitung des ersten Themas nach der Grave-Einleitung.
Auch der zweite Satz, das Adagio in As-Dur, findet sich in der Sonate wieder, indem Beethoven den Beginn deutlich erkennbar übernahm.